# Jesper Laustrup Nielsen
Jesper Laustrup Nielsen (født 15. maj 1969), kendt som Kasi-Jesper eller Jesper "Kasi" Nielsen, er en dansk erhvervsleder, der på få år opbyggede KasiGroup, en distributionsvirksomhed inden for salg af smykker. I offentligheden er han nok mest kendt for sine sportssponsorater inden for håndbold og fodbold, idet KasiGroup med Nielsen i spidsen har sponsoreret fodboldklubben Brøndby IF samt håndboldklubberne Rhein Neckar-Löwen og AG Håndbold (fra sommeren 2010 AG København).
Jesper Nielsen begyndte sin karriere som leder af tankstationer og af discountbutikker, inden han forsøgte sig som smykkesælger i Tyskland omkring 2003-04. En aftale i 2005 om eneretten til at sælge smykker fra det danske firma Pandora på det tysksprogede marked blev begyndelsen til en eksplosiv vækst i det familiefirma, der fra starten af Nielsens forsøg på det tyske marked havde været fundamentet i hans salgsarbejde.
Som ung havde Jesper Nielsen spillet håndbold i den lokale klub i Glostrup Håndbold, og han har fortsat en stor entusiasme for både håndbold og fodbold, der tilbage i 2005 førte til, at KasiGroup på Nielsens foranledning indgik i et sponsorat for Brøndby IF, fra 2007 som hovedsponsor for superligaklubben. I Tyskland gik han tilsvarende ind og sponsorerede en bundesligaklub i håndbold, Rhein Neckar-Löwen. Nielsen ønskede også at sætte skub i håndbolden på den københavnske vestegn via et sponsorat af sin ungdomsklub, der i 2000 var blevet til AG Håndbold. Ideen var dels at få AG Håndbold op i toppen af dansk håndbold, dels at fungere som fødekilde til Rhein Neckar-Löwen.
Med F.C. Københavns økonomiske problemer, der blev kendt i slutningen af 2009, så Jesper Nielsen muligheden for at udleve sine håndboldambitioner på dansk grund og tog initiativet til en sammenlægning af F.C. København Håndbold og AG Håndbold i AG København, der trådte i kraft i sommeren 2010 med aktiemajoriteten ejet af KasiGroup. I juli 2012 gik AG København konkurs.
Efter exit fra tiden som forhandler af Pandora, har Jesper Nielsen haft forskellige forsøg på at stifte nye virksomheder der alle er gået konkurs. Heriblandt AG Håndbold (konkurs 2012), Endless Jewelry (konkurs 2016), Kasi ApS , Amazing Jewelry GmbH . Yderligere har han været involveret i retssager med høj offentlig bevågenhed, herunder flere sager mod SKAT og en voldgiftsag imod Pandora. Yderligere har han været i mediernes søgelys i forbindelse med en dom for ulovlige lån og efter Forbrugerrådet har advaret om anpartssalg i voldgiftsagen imod Pandora.

## Bogudgivelser
- "Sådan blev jeg Kasi-Jesper", Stemningshotellet, dec 2012